# Spondée
En poésie, le spondée est un pied (élément métrique) fait de deux syllabes longues, symbolisé ainsi : | — — |.

## Étymologie
Le spondée  est issu de l'adjectif grec ancien σπονδεῖος, au sens de qui concerne les libations ; l'expression σπονδεῖος πούς désignant un spondée, pied de deux syllabes longues correspondant à un rythme lent en usage dans les chants de libation. Libation se dit σπονδή en grec ancien.

## Emplois
En poésie latine, le spondée est d'usage fréquent.
Il peut facilement remplacer un dactyle ou un anapeste. En effet, la syllabe longue valant deux brèves, ces trois mètres comptent chacun quatre temps. Il n'y a donc finalement pas de changement de longueur.
Il apparaît donc régulièrement à l'intérieur du très commun hexamètre dactylique où il remplace l'un ou l'autre dactyle, voire le trochée final.

## Exemple
Par exemple, au cœur deux derniers vers de sa première bucolique, Virgile l'utilise afin de symboliser la longueur des ombres des montagnes s'étendant sur la plaine :
Et iam summa procul uillarum culmina fumant

maioresque cadunt altis de montibus umbræ,
dont la scansion est la suivante :

| — — | — ∪ ∪ | — — | — — | — ∪ ∪ | — — |

| — — | — ∪ ∪ | — — | — — | — ∪ ∪ | — — |
Il est particulièrement caractéristique au cinquième pied ; ainsi, dans ce vers de Lucrèce (livre I, v. 64) :

quae caput a caeli regionibus ostendebat

| — ∪ ∪ | — — | — ∪ ∪ | — ∪ ∪ | — — | — ∪ |